# La Vie en slip
La Vie en slip (précédemment intitulée Jean-Paul Farte et ses amis) est une série de bande dessinée humoristique créée par Steve Baker et publiée dans Pif Gadget entre 2006 et 2008, puis dans Spirou depuis 2009.

## Personnages
1. Jean-Paul Farte
2. Pedro Spinouza
3. Issa Delouze
4. Zoé
5. Lucas
6. Wagner
7. Tibia
8. "La fille" (Simone)

## Publication

### Albums
- 1 La Vie en slip, Dupuis, 2009
Scénario, dessin et couleurs : Steve Baker -  (ISBN 978-2-8001-4436-8)
- 2 Ça va être ta fête !, Dupuis, 2010
Scénario, dessin et couleurs : Steve Baker -  (ISBN 978-2-8001-4719-2)
- 3 À fond les gamelles !, Dupuis, 2012
Scénario, dessin et couleurs : Steve Baker -  (ISBN 978-2-8001-5097-0)